# Delfire Arms
Delfire Arms (também conhecida como DFA Defense) é uma fabricante brasileira de armas de fogo sediada em Anápolis, no estado de Goiás.
A DFA foi fundada em 2016 através de um acordo estratégico entre a fabricante de extintores de incêndio Delfire e a fabricante de armamentos e produtos de defesa Caracal, dos Emirados Árabes Unidos. O acordo previa a instalação de uma fábrica de armamentos no estado de Goiás, além da fabricação nacional de rifles, pistolas e armamentos para forças públicas de segurança.
Em meados do segundo semestre de 2017, devido a problemas da empresa no Golfo Pérsico, a Caracal desistiu do negócio e a Delfire procurava um novo parceiro, assinando um contrato com a fabricante de armas de fogo eslovena Rex Firearms.
Em meados de 2019, foram lançados os primeiros modelos de pistolas no mercado brasileiro, importados da Eslovênia, fabricados pela Rex Firearms. No ano seguinte de 2020, a DFA se tornou conhecida por obter uma autorização do Ministério da Defesa para instalar sua fábrica para produzir armamento leve, sendo a primeira vez em 80 anos em que uma autorização deste tipo foi concedida no Brasil.
Em maio de 2022, a fabricante inaugurou sua fábrica na cidade de Anápolis, GO, passando a fabricar os armamentos da Arex no Brasil.